# Terras de Trás-os-Montes

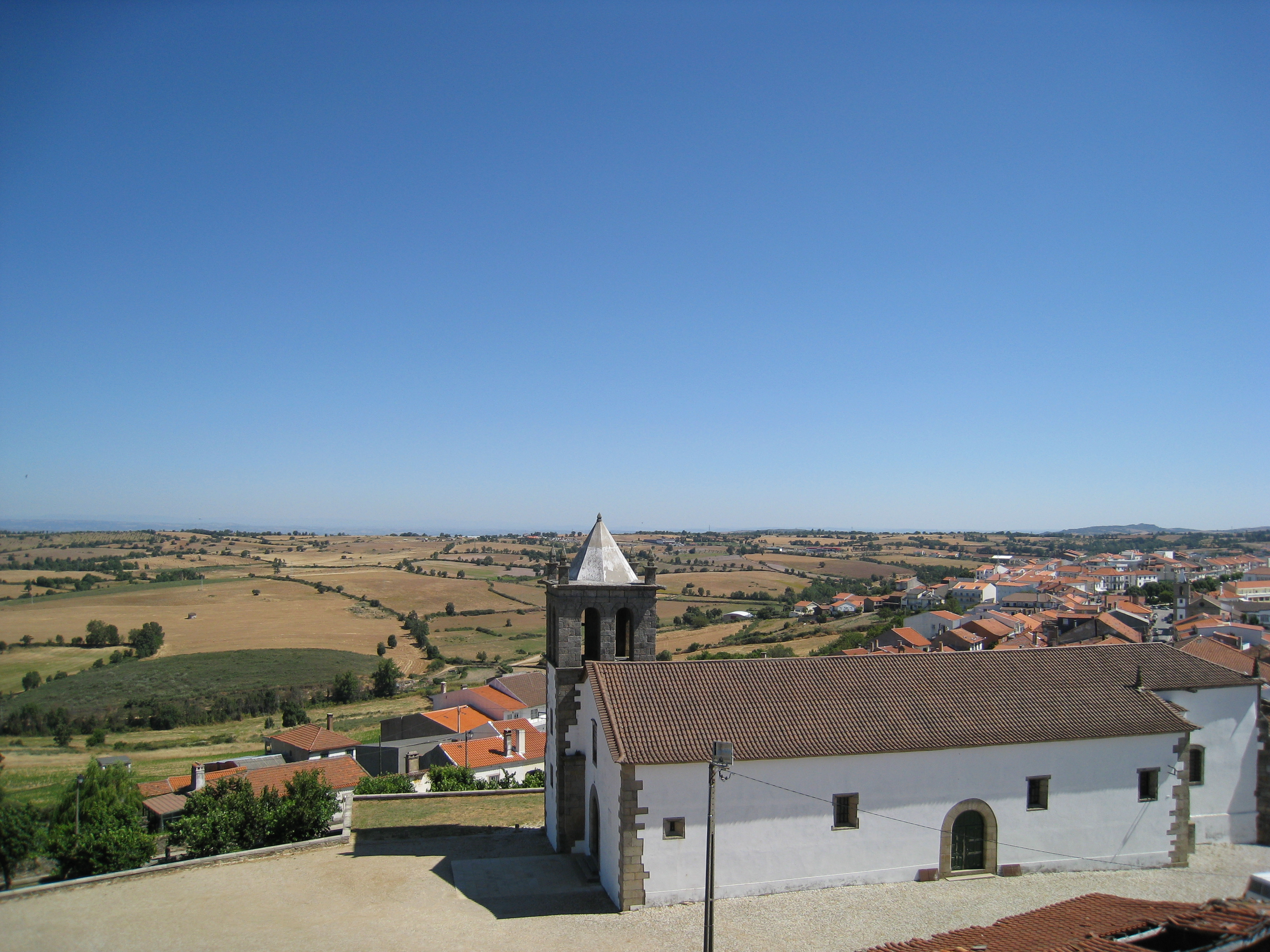
Paisagem típica da região, vista da vila de Mogadouro

As Terras de Trás-os-Montes são uma sub-região portuguesa situada no nordeste do país, pertencendo à região do Norte. Tem uma extensão total de 5.544 km2, 107.293 habitantes em 2021 e uma densidade populacional de 19 habitantes por km2. 

Está composta por nove municípios e 175 freguesias, sendo a cidade de Bragança a cidade administrativa e o principal núcleo urbano da sub-região. Com 22.693 habitantes na sua área urbana e 34.589 habitantes em todo o município, é a maior cidade e o maior município das Terras de Trás-os-Montes, sendo limitada a norte com o a região espanhola da Galiza, a leste com região espanhola de Castela e Leão, a sul com o Douro e a oeste com o Alto Tâmega.

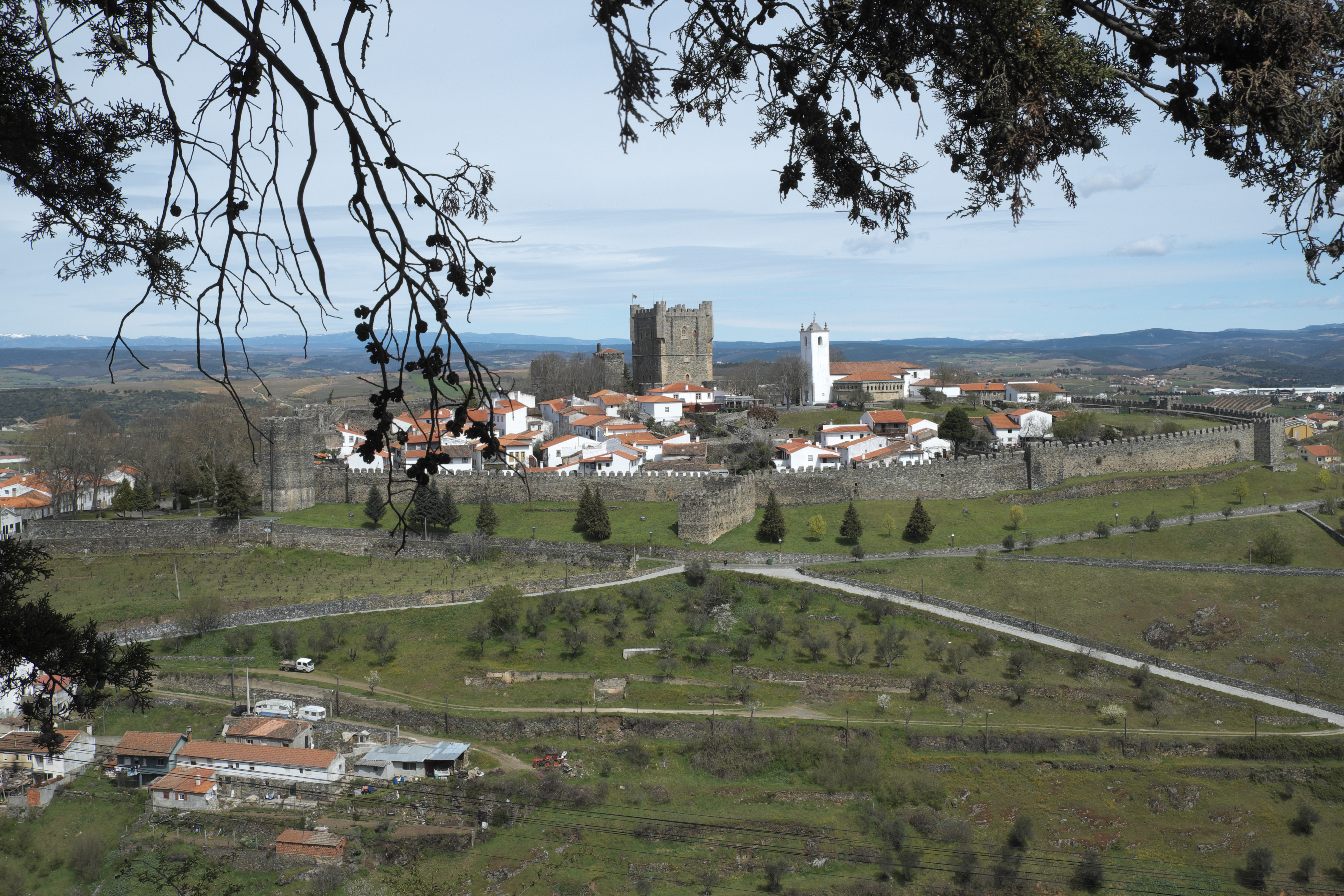
Cidadela de Bragança

## Municípios
Os municípios que integram as Terras de Trás-os-Montes são:
- Alfândega da Fé
- Bragança
- Macedo de Cavaleiros
- Miranda do Douro
- Mirandela
- Mogadouro
- Vila Flor
- Vimioso
- Vinhais

### Cidades
1. Bragança, 23186 habitantes
2. Mirandela, 11852 habitantes
3. Macedo de Cavaleiros, 6257 habitantes
4. Miranda do Douro, 2254 habitantes

### Vilas
1. Mogadouro, 3549 habitantes
2. Vila Flor, 2269 habitantes
3. Vinhais, 2245 habitantes
4. Alfândega da Fé, 2055 habitantes
5. Sendim (Miranda do Douro), 1366 habitantes
6. Vimioso, 1285 habitantes
7. Torre de Dona Chama (Mirandela), 1105 habitantes
8. Izeda (Bragança), 1006 habitantes
9. Argozelo (Vimioso), 701 habitantes

## Acessos

### Estradas
- A4 (Autoestrada Transmontana)- Mirandela - Macedo de Cavaleiros - Bragança
- IP2- Macedo de Cavaleiros - Vila Flor
- IP4- Mirandela - Macedo de Cavaleiros - Bragança
- IC5- Vila Flor - Alfândega da Fé - Mogadouro - Miranda do Douro